# Harpesaurus beccarii
Espèce
Harpesaurus beccarii est une espèce de sauriens de la famille des Agamidae.

## Répartition
Cette espèce est endémique de Sumatra en Indonésie.

## Étymologie
Cette espèce est nommée en l'honneur de naturaliste italien Odoardo Beccari (1843-1920).

## Publication originale
- Doria, 1888 : Note Erpetologiche - Alcuni nuovi Sauri raccolti in Sumatra dal Dr. O. Beccari. Annali del Museo Civico di Storia Naturale di Genova, sér. 2, vol. 6, p. 646-652 (texte intégral).